# Calabar (miasto)
Calabar – miasto w Nigerii, położone nad rzekami Calabar i Great Qua, stolica stanu Cross River. Według danych z 2005 roku miasto liczyło 461 832 mieszkańców.

## Historia
Istnieje od blisko dwóch tysięcy lat. Europejczycy znają je od XV stulecia.
Miasto zostało założone na początku XVII wieku przez lud Efików. Centrum handlu niewolnikami w XVII-XIX w. Przypuszcza się, że kilkanaście procent ludzi wywiezionych do Nowego Świata przeszło przez port Calabar. Od roku 1884 miasto znalazło się w protektoracie brytyjskim. W mieście miały siedziby władze Protektoratu Wybrzeża Nigru, Protektoratu Południowego i Protektoratu Oil River. Wraz z rozwijającym się handlem i rosnącą obecnością Europejczyków powstawały nowe budowle – koszary wojskowe, pierwszy kościół prezbiteriański (szkocki) w 1846, pierwsza linia kolejowa w kraju, pierwsza nowoczesna sieć drogowa, pierwszy publiczny szpital (pw. św. Małgorzaty), najstarszy urząd pocztowy i jeden z dwu najstarszych ogrodów botanicznych w Nigerii. Na początku XIX wieku kwitło życie kulturalne – powstawały stowarzyszenia i szkoły.
W Calabar mieści się uniwersytet założony w 1975 r., muzeum, park botaniczny, kompleks sportowy i park edukacyjny dotyczący historii niewolnictwa.

## Gospodarka
Calabar jest portem morskim i handlowym; wywóz kauczuku, drewna, oleju palmowego; przemysł drzewny, spożywczy, gumowy. Ośrodek tradycyjnego rzemiosła (wyroby z drewna).